# 내 여자친구는 구미호
《내 여자친구는 구미호》는 2010년 8월 11일부터 2010년 9월 30일까지 SBS에서 방송된 16부작 드라마 스페셜이다. 이승기와 신민아가 주연을 맡았고, SBS 수목 드라마 스페셜로 방영되었다. 철없는 대학생 차대웅(이승기)이 인간이 되고 싶은 구미호(신민아)를 만나면서 벌어지는 이야기를 그린 판타지 로코 드라마다.

## 등장 인물

### 주요 인물
- 이승기 : 차대웅 역(아역 : 이태우) - 철부지 부잣집 도련님이자 액션 배우 지망생. 천보사(절)에서 500년 동안 그림 속에 갇혀있던 구미호의 봉인을 풀어주게 되면서 구미호와 본의 아닌 동거를 시작하게 된다.
- 신민아 : 구미호 / 박선주 역 - 삼신할머니가 만든 구미호로 500년 동안 그림 속에 갇혀있다가 대웅의 도움으로 봉인에서 풀려 나와 대웅과 함께 지내며 인간 세상에 적응하게 된다.
- 노민우 : 박동주 역 - 복덩이 동물 병원 수의사이다. 구미호처럼 인간이 아니지만 좀처럼 정체를 알 수 없는 인물로 인간 세상에 튀어나온 요괴들을 잡는 사냥꾼이다.
- 박수진 : 은혜인 역 - 차대웅이 오랫동안 짝사랑하고 있는 대학 선배로 남자 알기를 우습게 아는 불여우다.

### 주변 인물
- 변희봉 : 차풍 역 - 대웅의 할아버지. 언제나 대웅이 사람 구실 하기를 바라느라 애가 탄다.

- 윤유선 : 차민숙 역 - 대웅의 고모. 나이 마흔이 넘어서까지 결혼하지 못한 노처녀로 뒤늦게 반두홍 감독과 사랑에 빠진다.

- 성동일 : 반두홍 역 - 홍콩 배우 주윤발을 매우 존경하는 무술 감독. 반두홍 액션 스쿨을 운영하며 월하검객이라는 영화를 준비 중이다.

- 효민 : 반선녀 역 - 반두홍 감독의 외동딸이다. 대웅의 과 동기로 대웅을 짝사랑한다.

- 김호창 : 김병수 역 - 대웅의 과 동기로 매우 절친한 사이. 대웅이 어려운 일이 있을 때마다 앞장서서 돕는다. 선녀를 짝사랑하여 늘 붙어 다닌다.

### 특별 출연
- 임현식 : 주지스님 역 - 그림 속에서 빠져 나온 구미호를 한시라도 그림 속에 넣는 생각을 하느라 바쁘다.
- 신민아 : 길달 역 - 박동주가 짝사랑한 도깨비로 인간을 사랑했다가 배신을 당한 뒤 천 년 전 박동주의 손에 죽었다. (신민아가 1인 2역을 맡았다.)
- 김지영 : 삼신할머니 역 - 길달의 도깨비불을 이용해 구미호를 만들었다. 구미호가 신랑을 얻지 못하자 구미호의 꼬리를 모두 자르고 삼신각 그림 속에 가둬 놓았다.
- 이종남 : 닭집주인 역
- 박신혜 : 대웅의 후배 역
- 유이 : 미대생 역
- 이수근 : 경찰 역
- 신동우 : 도깨비 역
- 정운택 : 카메오 출연
- 오나미 : 카메오 출연
- 한민관 : 카메오 출연
- 이홍기 : 카메오 출연
- 송민형 : 대웅이의 아버지 역
- 김정하 : 대웅이의 어머니 역

## 수상 경력
- 2010년 SBS 연기대상 10대 스타상,베스트 커플상,남자 우수상 이승기
- 2010년 SBS 연기대상 10대 스타상,베스트 커플상,여자 우수상 신민아
- 2010년 SBS 연기대상 뉴스타상 노민우
- 2010년 SBS 연기대상 시청자가 뽑은 올해의 드라마
- 제2회 멜론 뮤직 어워드 스페셜상 OST 부문 수상
  - (수상자: 이승기, 수상곡:〈정신이 나갔었나봐〉)

## OST
1. 정신이 나갔었나봐 (대웅 Theme) - 이승기
2. 여우비 (Main Theme) - 이선희
3. 내가 사랑할 사람 (미호 Theme) - 이슬비
4. 울랄라 - 김건모
5. 둘이 하나 (Love Theme) - 린 with 봉구 of 길구 봉구
6. 샤랄라 - 신민아
7. 덫 (동주 Theme) - 노민우
8. 나를 바라봐 - 박홍
9. 다 줄 수 있어 - 신민아
10. 여우비 (Acoustic Ver.) - 이선희
11. 내가 사랑할 사람 (Piano Ver.) - 이선희
12. 지금부터 사랑해 - 이승기

## 시청률
최저 시청률과 최고 시청률은 시청률 조사회사와 지역별로 시청률에 차이가 있을 수 있습니다.
| 2010년      | 2010년      | 2010년         | 2010년       | 2010년         | 2010년       |
| 회차        | 방송일자    | TNmS 시청률    | TNmS 시청률  | AGB 시청률     | AGB 시청률   |
| 회차        | 방송일자    | 대한민국(전국) | 서울(수도권) | 대한민국(전국) | 서울(수도권) |
| ----------- | ----------- | -------------- | ------------ | -------------- | ------------ |
| 제1회       | 8월 11일    | 12.7%          | 13.0%        | 10.2%          | 10.8%        |
| 제2회       | 8월 12일    | 12.6%          | 13.1%        | 10.8%          | 11.7%        |
| 제3회       | 8월 18일    | 14.6%          | 14.9%        | 11.4%          | 11.8%        |
| 제4회       | 8월 19일    | 14.1%          | 14.0%        | 12.0%          | 12.6%        |
| 제5회       | 8월 25일    | 14.0%          | 14.1%        | 10.9%          | 11.2%        |
| 제6회       | 8월 26일    | 14.2%          | 14.1%        | 11.2%          | 11.7%        |
| 제7회       | 9월 1일     | 13.4%          | 13.4%        | 11.9%          | 13.3%        |
| 제8회       | 9월 2일     | 13.4%          | 13.6%        | 12.0%          | 12.4%        |
| 제9회       | 9월 8일     | 13.2%          | 12.8%        | 10.8%          | 11.6%        |
| 제10회      | 9월 9일     | 12.3%          | 12.6%        | 10.3%          | 11.6%        |
| 제11회      | 9월 15일    | 13.0%          | 12.8%        | 10.8%          | 12.2%        |
| 제12회      | 9월 16일    | 10.7%          | 10.4%        | 8.7%           | 9.5%         |
| 제13회      | 9월 23일    | 19.4%          | 19.8%        | 15.2%          | 15.1%        |
| 제14회      | 9월 23일    | 22.5%          | 22.8%        | 19.2%          | 19.1%        |
| 제15회      | 9월 29일    | 18.6%          | 18.6%        | 16.6%          | 17.7%        |
| 제16회      | 9월 30일    | 21.3%          | 21.0%        | 19.9%          | 21.1%        |
| 평균 시청률 | 평균 시청률 | 15.0%          | 15.0%        | 12.6%          | 13.3%        |

## 결방 사유 및 연속 방송
- 2010년 9월 22일 : 추석특선영화 '해운대' 편성 관계로 결방.
- 2010년 9월 23일 : 밤 10시부터 2회 연속방송 (13회, 14회)

## 해외 방영
- 일본 TBS 위성채널에서 2011년 1월 8일부터,[4] TBS 지상파채널에서 2011년 3월부터 방송되었다.[5]

## 관련 미디어·상품
영상만화와 소설포토북, 전자책 등으로 발간되었다.
- 드라마 영상만화
  - 《내 여자친구는 구미호 1》, 홍정은, 홍미란 원저/ 문인호 편, 맛있는책, 2010년 (ISBN 978-89-93174-07-6)
  - 《내 여자친구는 구미호 2》, 홍정은, 홍미란 원저/ 문인호 편, 맛있는책, 2010년 (ISBN 978-89-93174-08-3)
- 소설 포토북
  - 《내 여자친구는 구미호 1》, 홍정은, 홍미란 극본/ 김성연 저, 맛있는책, 2010년 (ISBN 978-89-93174-11-3)
  - 《내 여자친구는 구미호 2》, 홍정은, 홍미란 극본/ 김성연 저, 맛있는책, 2010년 (ISBN 978-89-93174-12-0)

## 경쟁 프로그램
- 제빵왕 김탁구 (KBS2, 2010년 6월 9일 ~ 2010년 9월 16일)
- 도망자 플랜 B (KBS2, 2010년 9월 29일 ~ 2010년 12월 8일)
- 로드 넘버원 (MBC, 2010년 6월 23일 ~ 2010년 8월 26일)
- 장난스런 키스 (MBC, 2010년 9월 1일 ~ 2010년 10월 21일)